# 33118 Naiknaware
33118 Naiknaware este o planetă minoră (asteroid) din centura de asteroizi. A fost descoperită pe 23 ianuarie 1998 la Experimental Test Site⁠(d) de Lincoln Near-Earth Asteroid Research. 
Obiectul prezintă o orbită caracterizată de o semiaxă mare de 2,5841861 UAi, o excentricitate de 0,11, o înclinație de 1,34077 ° în raport cu ecliptica.